# Waverly Hall
Waverly Hall é uma cidade  localizada no estado americano de Geórgia, no Condado de Harris.

## Demografia
Segundo o censo americano de 2000, a sua população era de 709 habitantes.
Em 2006, foi estimada uma população de 795, um aumento de 86 (12.1%).

## Geografia
De acordo com o United States Census Bureau tem uma área de
8,8 km², dos quais 8,7 km² cobertos por terra e 0,1 km² cobertos por água. Waverly Hall localiza-se a aproximadamente 239 m acima do nível do mar.

## Localidades na vizinhança
O diagrama seguinte representa as localidades num raio de 24 km ao redor de Waverly Hall.